# John Raines
John Raines (* 6. Mai 1840 in Geneva, New York; † 16. Dezember 1909 in Canandaigua, New York) war ein US-amerikanischer Jurist und Politiker (Republikanische Partei). Sein Bruder Thomas Raines war New York State Treasurer.

## Werdegang
John Raines besuchte die Canandaigua Academy. Dann studierte er Jura an der juristischen Fakultät der Albany University, bekam 1861 seine Zulassung als Anwalt und fing in Geneva an zu praktizieren. Während des Bürgerkrieges verpflichtete er sich in der Unionsarmee, wo er als Captain in der von ihm aufgestellten Kompanie G der 85. New York Volunteer Infanterie diente. Darüber hinaus diente er bis Juli 1863 sowohl in der Potomac-Armee als auch in der Army of North Carolina.
Raines war 1881, 1882 und 1885 Mitglied in der New York State Assembly. Dann saß er zwischen 1886 und 1889 im Senat von New York. Er war von 1887 bis zu seinem Tod Präsident des Bildungsausschusses (engl. Board of Education) für den Schulbezirk von Canandaigua. Dann nahm er 1888 als Delegierter an der Republican National Convention teil.
Raines wurde in den 51. US-Kongress gewählt und in den nachfolgenden 52. US-Kongress wiedergewählt. Er war im US-Repräsentantenhaus vom 4. März 1889 bis zum 3. März 1893 tätig. Danach wechselte er wieder in den Senat von New York, wo er von 1894 bis zu seinem Tod tätig war. In dieser Zeit bekleidete er von 1904 den Posten als President pro Tempore. Ferner nahm er als Ersatzdelegierter 1900 und 1904 an den Republican National Conventions teil.
Am 5. Dezember 1906 wurde er kommissarischer Vizegouverneur von New York für die verbleibende Amtszeit des zurückgetretenen Matthew Linn Bruce, der einer Ernennung an das New York Supreme Court durch Gouverneur Frank W. Higgins folgte. Er ist für die Verfassung des Raines Law bekannt, dass den Verkauf von Spirituosen an Sonntagen verbot. Dabei wurde eine Ausnahme bei den Hotels gemacht, was unbeabsichtigt zu einem Anstieg der Prostitution führte.
Raines wurde auf dem Woodlawn Cemetery in Canandaigua beigesetzt.